# Dnevnik Glumova
Dnevnik Glumova (in russo Дневник Глумова?) è un cortometraggio muto del 1923 del regista Sergej Michajlovič Ėjzenštejn.